# Josef-Severin Ahlmann
Josef-Severin Ahlmann (* 8. Juni 1924 in Büdelsdorf; † 23. Januar 2006 in Abano Terme, Italien) war ein deutscher Erfinder und Unternehmer. Er war Gründer und Gesellschafter der ACO Severin Ahlmann GmbH & Co. KG (ACO Gruppe), die ihren Sitz in Büdelsdorf (Deutschland) hat.

## Kindheit und Jugend

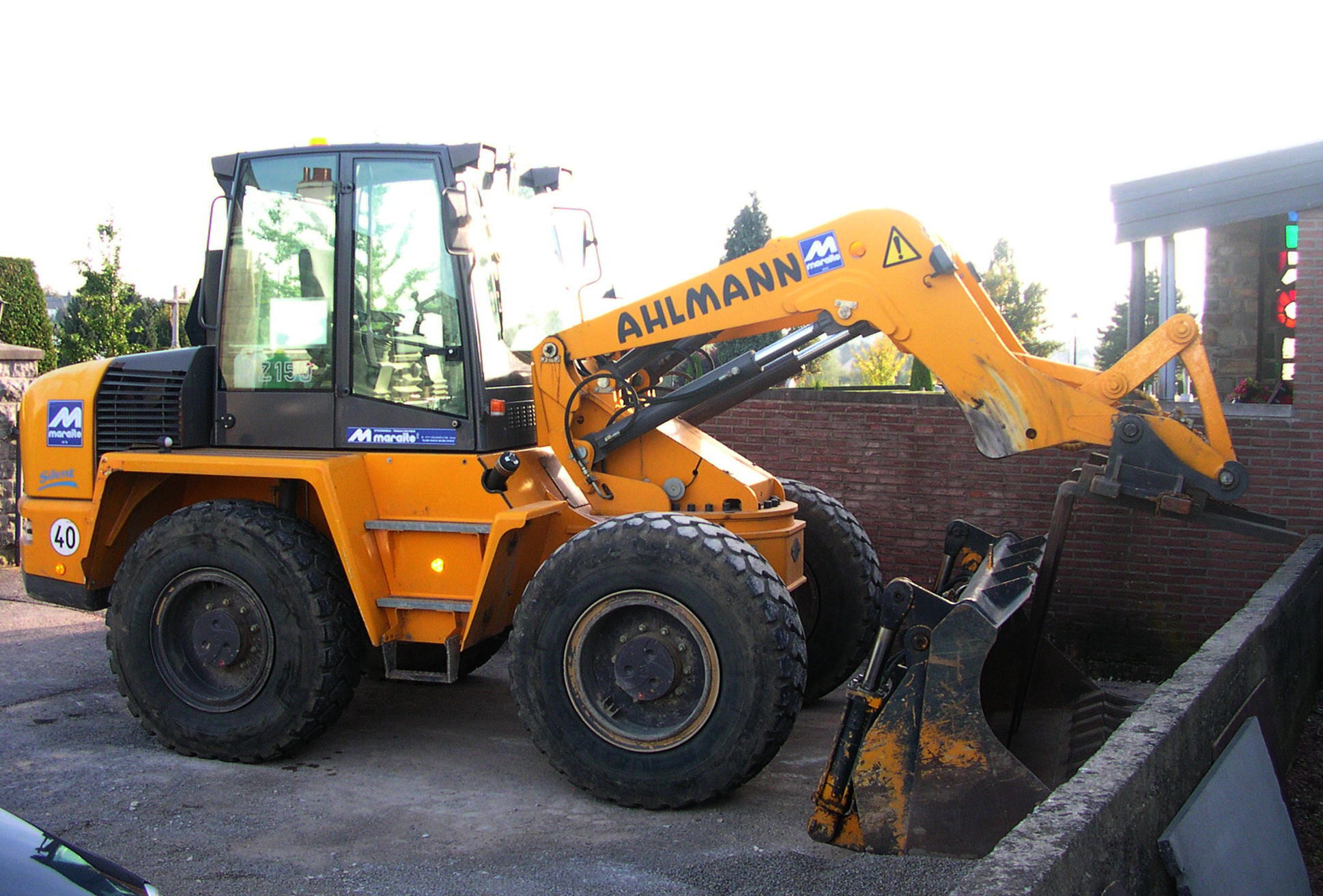
Mit Gabel und Schaufel

Josef-Severin Ahlmann war der jüngste Sohn von vier Kindern des Industriellen-Ehepaares Julius und Käte Ahlmann geb. Braun. Mit sieben Jahren verliert er seinen Vater Julius Ahlmann.

Im Oktober 1942 wird er, noch 18-jährig, zum Militärdienst einberufen, erhält seine Ausbildung bei den Panzerjägern in Hamburg-Harburg und wird dort 1943 Unteroffizier. Im Sommer 1943 muss er zur dreimonatigen sogenannten „Frontbewährung“ in die Stellungen vor Leningrad. Eine Infektion durch Insekten bringt ihn in ein Lazarett in Riga. Es folgen Waffenschule und Lehrgang in Hamburg; der erst 19-Jährige ist seit dem 1. April 1944 bereits Leutnant. Im August geht es wieder in den Osten, zuerst nach Danzig, dann nach Riga. Severin Ahlmann ist nun im baltischen Kurland in vorderen Kampflinien gegen die bereits weit westlich vorgedrungenen Sowjets eingesetzt. Kurz nach Kriegsende kehrt Severin Ahlmann im Mai 1945 wohlbehalten nach Hause zurück. 

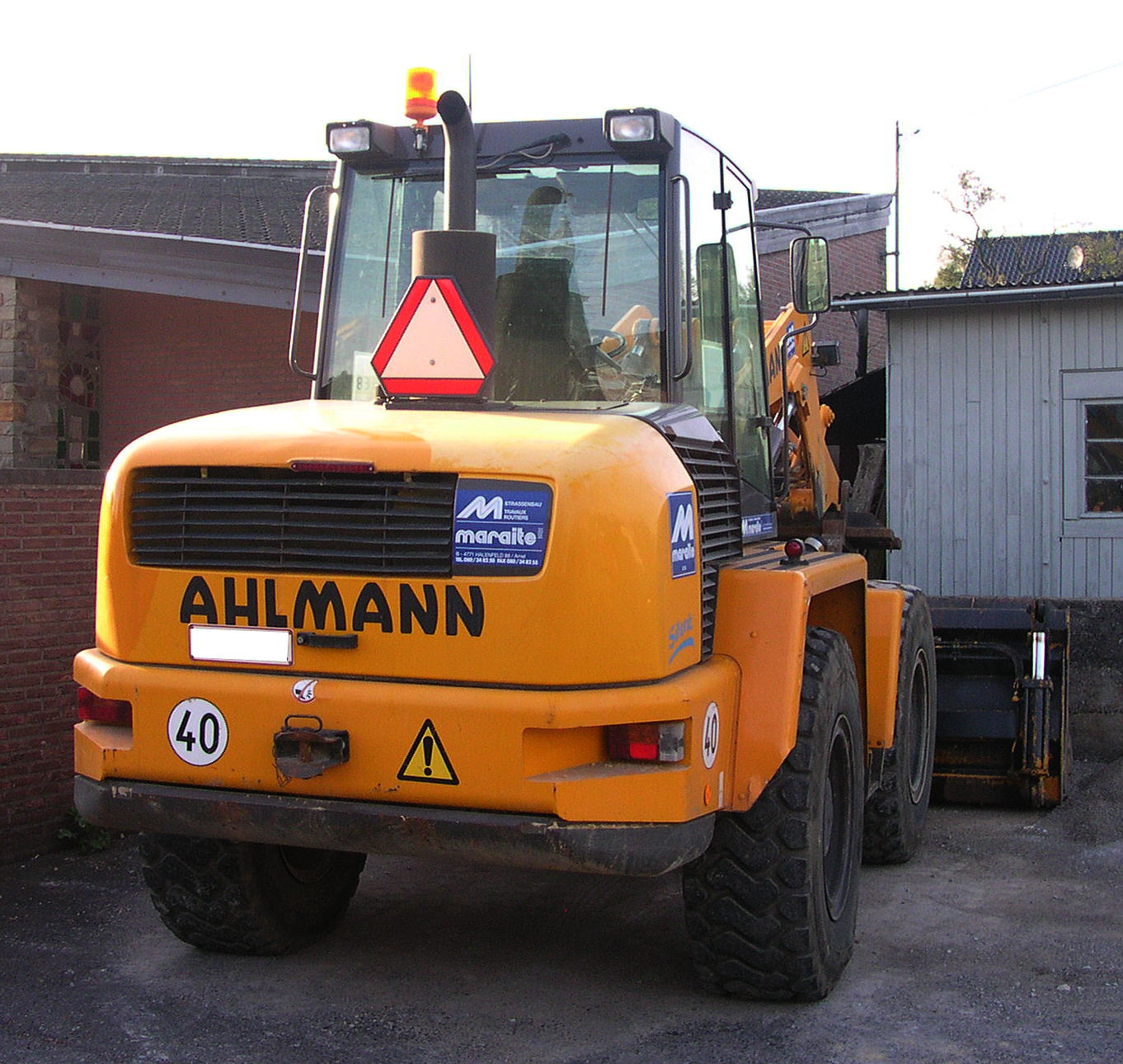
AS 150 Schwenklader

## Unternehmer
Fast unmittelbar nach seiner Rückkehr tritt Severin Ahlmann in die Geschäfte der Familie ein. Nun, noch im Mai 1945, wird ihm Prokura in der elterlichen Ahlmann-Carlshütte erteilt. Die Carlshütte fertigt nach dem Krieg, neben den überwiegenden Artikeln aus Metall, auch mit dem Werkstoff Beton. Severin übernimmt diese Abteilung noch im Jahr 1945.
Am 10. Dezember 1946 meldet Severin Ahlmann seine eigene Firma bei der Industrie- und Handelskammer in Kiel an. Die Severin Ahlmann, Betonindustrie (SAB), die später zur ACO Severin Ahlmann GmbH & Co. KG (ACO Gruppe), Büdelsdorf umfirmiert wird, ist anfänglich auf Betonartikel für den Bausektor spezialisiert, erweitert ihr Portfolio aber immer mehr. Schnell nimmt Ahlmann auch die Produkte der Carlshütte aus Kunststein (Marmorkorn) mit in sein Programm auf und fertigt Sanitärprodukte. Mitte der 1950er Jahre folgt die Produktion von Betonfenstern in Lizenz, danach die Etablierung einer solchen Eigenentwicklung.
Severin Ahlmann entwickelte, parallel zur Aktivität mit seiner Firma SAB, um 1952 für das Familienunternehmen Ahlmann-Carlshütte KG einen Rad- bzw. Schwenklader, den er federführend zur Serienreife brachte. Sein Unternehmen war in den 1960er Jahren das erste, das Radlader mit leistungsgeregeltem, hydrostatischem Fahrantrieb in Serie herstellte.
1959/60 übernimmt Severin Ahlmann den früheren Lizenzgeber Bördlein in Reith im Landkreis Bad Kissingen. Reith baut er danach zu einem veritablen Produktionsstandort aus.
Zuvor bahnt sich 1956 ein privates wie geschäftliches Zerwürfnis Severins mit seiner Mutter Käte an, woraus 1957 eine Neuregelung der verschiedenen Firmen der Unternehmerfamilie resultiert. Severin Ahlmann wird so Inhaber des Ende 1948 gegründeten Standortes Ahlmann & Co. im rheinischen Andernach.
Er erweiterte seine Geschäftsfelder um die Bereiche Hochbau, Tiefbau und Haustechnik sowie um das Segment der Abwasserbehandlung. Schließlich erfolgte die Expansion in die Herstellung von Gusseisen und den Edelstahlsonderbau.
Mit der Verarbeitung von Entwässerungssystemen aus Polymerbeton ergaben sich ab 1972 neue Gestaltungsmöglichkeiten, die vor allem im Bau von Stadienanlagen Anwendung fanden. Neben der Entwicklung von Systemen für die Tierhaltung war Severin Ahlmann bei Produkten für den Artenschutz von Amphibien sehr erfolgreich.
Der kinderlose Josef-Severin Ahlmann schenkte sukzessive in der Zeit von 1981 bis zum 7. April 2003 nahezu die gesamten Geschäftsanteile dem Sohn seines früh verstorbenen Bruders, Hans-Julius Ahlmann, und übergab ihm die Unternehmensleitung. Der Neffe Hans-Julius Ahlmann führt die weltweite Expansion der ACO-Gruppe fort. Die ACO-Gruppe mit Hauptsitz in der „Pferdehalterei“ in Büdelsdorf war im Geschäftsjahr 2013 Arbeitgeber für rund 3.800 Mitarbeiter in 40 Ländern.

## Mäzen
Dem Vorbild seiner Mutter Käte Ahlmann folgend, die das Eisenkunstguss-Museum Büdelsdorf gründete und die Privatsammlung der Carlshütte zur Verfügung stellte, setzte er das Museum des Schlosses Gottorf zum Erben seines millionenschweren Privatvermögens ein.

## Tod
Josef-Severin Ahlmann verstarb 81-jährig in Abano Terme. Seinem Wunsch gemäß erfolgte die Seebestattung vor der Küste von Sylt am St. Josefstag, dem 19. März 2006. Eine offizielle Trauerfeier fand nach seiner See-Beisetzung im Kreis der Familien und Mitarbeiter statt.